# بيلة هوموسيستينية
بيلة هوموسيستينية (بالإنجليزية: Homocystinuria)‏ وتسمى أيضاً نقص بيتا سينثاز السيستاتيونين والتي تُعرف اختصارًا باسم CBS deficiency،، هو اضطرابٌ وراثي في عملية الأيض للحمض الأميني مثيونين، ويعود ذلك إلى نقصِ إنزيم بيتا سينثاز السيستاتيونين، وهو مرضٌ وراثي جسميٌ متنحٍ، مما يعني أن الطفل يجب أن يرث نسخةً من الجين المتنحي من كلا الوالدين حتى يُصبح مصابًا بالمرض، ويمكن اكتسابه من نقص فيتامين بي6 أو بي12 أو حمض الفوليك.

## الأسباب
يحدث بسبب النقص في إنزيم بيتا سينثاز السيستاتيونين أو نقص حمضِ الفوليك وفيتامين بي 12 وفيتامين بي 6 (بيريدوكسين)، أو نتيجةً لطفراتٍ في الإنزيمات ذات الصلة.

## العلامات والأعراض
يؤدي هذا المرض إلى أمراضٍ في أجهزة الجسم المتعددة كالنسيج الضام والعضلات والجهاز العصبي المركزي وجهاز الدوران وغيرها. البيلة الهوموسيستينية تمثل مجموعة من الاضطرابات الوراثية الأيضية والتي تتميز بتراكم الحمض الأميني هوموسيستين في مصل الدم، وزيادةِ إفراز الهومسيستين في البول. يبدو الرضع المصابين طبيعيين وفي حال ظهور أعراضٍ مبكرة تكون هذه الأعراض غير واضحة.
علامات وأعراض البيلة الهوموسيستينية قد تتضمن الآتي:
- تاريخ عائلي للإصابة بالبيلة الهوموسيستينية.[4]
- تورد الخدود
- الجهاز العضلي الهيكلي: 
  - طويل وضعيف البنية يشبه الشكل المرفاني
  - أطراف طويلة (عنكبية الأصابع)
  - أقدام عالية القوس (قدم جوفاء)
  - الركبة الروحاء
  - صدر مقعر وصدر جؤجؤي
- تخلف عقلي
- نوبات
- اضطراب نفسي
- شذوذ العين:
  - انتباذ العدسة: على عكس متلازمة مارفان والذي يتميز بانتباذ العين (سوء التموضع أو انفصال عدسة العين) لأعلى، مع انتباذ العدسة لأسفل أو الخلع الجزئي للعدسة وهو الملاحظ عادةً في البيلة الهوموسيستينية.[5]
  - قصر النظر
  - ماء أزرق
  - اعتلال عصبي بصري
  - انفصال الشبكية[6]
  - اعتام عدسة العين (الساد)
- أمراض وعائية
  - تكوين رواسب دهنية في الأوعية الدموية في عمرٍ مبكر، والتي تؤثر على العديد من الشرايين، لكنها لا تحدث في الشرايين التاجية.
  - تخثر داخل الأوعية الدموية.
- نقص صبغة الجلد والشعر.[7]
- التهاب البنكرياس[7]
- مرض الدوالي[7]

## التشخيص
بيلة هوموسيستينية هو زيادة افراز الحمض الاميني هوموسيستين الذي يحتوي على مجموعة ثيول في البول (وزيادة في تركيز الهوموسيستين في البلازما). مصدر هذه الزيادة قد يكون أحد العوامل الأيضية، واحدة منها فقط هي نقص سي بي إس (cystathionine beta-synthase). تشمل أيضاً خلل في إعادة ربط مجموعة الميثل( نقص الكوبالامين, ونقص إنزيم methionine sythase  و MTHFR ), ونقص الفيتامينات (نقص الكوبالامين (فيتامين بي 12), ونقص حمض الفوليك ( فيتامين بي 9), ونقص الرايبوفلافين ( فيتامين بي 2), ونقص فوسفات البيريدوكسال ( فيتامين بي 6)).
على ضوء هذه المعلومات، يجب اتباع عدة طرق مجتمعة في التحليل المخبري للحصول على التشخيص التفريقي.  
نقص سي بي إس (cystathionine beta-synthase) يمكن تشخيصه عن طريق الكيمياء الحيوية المتعلقة بالعمليات الأيضية الروتينية. في النموذج الأول، تحليل الحموض الأمينية في البلازما والبول سيظهر زيادة في الميثيونين ووجود الهوموسيستين. العديد من فحوصات حديثي الولادة تشتمل على المثيونين كناتج من عمليات الأيض. هذا المرض قد يميز الخلل في إعادة ربط مجموعة الميثل ( مثل MTHFR, ونقص methionine synthase , وخلل في الكوبالامين) عن زيادة تركيز الميثيونين.بالإضافة، تحليل الحمض العضوي أو التحديد الكمي لحمض  methylmalonic سوف تساعد على استبعاد وجود خلل في الكوبالامين (فيتامين بي 12) ونقص الفيتامين بي 12 مما يؤدي إلى إعطاء تشخيص تفريقي.
التحليل المختبري للهوموسيستين ذاته معقد لأن معظم الهوموسيستين (أكثر من 85%) مرتبط بحمض أميني اخر يحتوي على ثيول أو بروتينات على شكل ثنائي الكبريتات ( مثل: سيستين في سيستين-هوموسيستين، والهوموسيستين في هوموسيستين-هوموسيستين) حيث يتم تكوين رابطة ثنائية الكبريت.
بما انها عميلة يتم الوصول فيها إلى حالة إتزان (equilibrium process) فإن نسبة الهوموسيستين الحرة هي متغير قيمة حقيقية من الهوموسيستين الكلي (الحر+الرابط) مفيد لتأكيد التشخيص ومراقبة فعالية العلاج.
ولتحقيق هذه الغاية، من الحكمة إجراء تحليل للهوموسيستين الكلي حيث انه جميع ثنائي الكبريتات تتعرض إلى الاختزال قبل التحليل. تقليدياً عن طريق الHPLC بعد عملية الاشتقاق مع عامل مضيء، مما يعطي انعكاس صحيح عن كمية الهوموسيستين الحقيقية في عينة البلازما. 

## الكشف عن المرض لدى الأفراد المهددين بالإصابة[7]
تحليل كمية الهوموسيستين الكلي والأحماض الأمينية مباشرة بعد الولادة يقلل من احتمالية الإصابة بالمرض والوفاة من خلال الكشف المبكر والعلاج. في حال وجود تاريخ عائلي للمرض يجب القيام بالفحص الجيني لمعرفة احتمالية الإصابة لدى الاقرباء.

## العلاج
لم يتم اكتشاف علاج تام لبيلة هوموسيستينية، لكن, العديد من الأشخاص تعالج باستخدام جرعات عالية من فيتامين بي 6 (يسمى أيضاً بيريدوكسين). اقل من 50% من المصابين يستجيبون لهذا العلاج ويحتاجون إلى جرعات من بي 6 لبقية حياتهم. المصابين الذين لا يستجيبون للعلاج يحتاجون لغذاء قليل الكبريت (مراقية خاصة للميثونين), ومعظهم سوف يحتاجون معالجة باستخدام trimethylglycine. حيث انه يتم تصنيف بيلة هوموسيستينية إلى صنفين: بيلة هوموسيستينية مستجيبة لجرعات فيتامين بي6, وبيلة هوموسيستينية غير المستجيبة لجرعات فيتامين بي6. تعتبر بيلة هوموسيستينية المستجيبة لجرعات فيتامين بي6 أخف من هوموسيستينية غير المستجيبة لجرعات فيتامين بي6.
تعتبر الجلطات الدموية السبب الرئيسي للوفاة المبكرة في بيلة هوموسيستينية.
جرعة طبيعية من حمض الفوليك واحياناً إضافة السيستين إلى الغذاء قد يكون مفيداً.مثلاً إضافة السيستين مهم لتقليل اجهاد الاكسدة (oxidative stress) حيث انه يتم تصنيع الجلوتاثيون من السيستين.
  يستخدم البيتين (N,N,N-trimethylglycine) للحد من تركيزات الهوموسيستين عن طريق تحفيز تحويل الهوموسيستين إلى ميثيونين، هذا يعني زيادة التدفق من خلال مسار إعادة ربط مجموعة الميثل مستقلاً عن مشتقات الفوليك ( التي تنشط بشكل رئيسي في الكبد وفي الكلى ) . الميثيونين المعاد تشكيله يتم إزالته تدريجياً من خلال دمجه في بروتين الجسم. يتم تحويل الميثيونين الذي لم يتم تحويله إلى بروتين إلى S-أدينوسيل الميثيونين الذي يستمر لتشكيل هوموسيستين مرة أخرى. بالتالي البيتين هو فعال فقط إذا كانت كمية الميثيونين المراد إزالتها صغيرة. لذلك العلاج يشمل كلاً من البيتين واتباع نظام غذائي منخفض الميثيونين. في بيلة هوموسيستينية الكلاسيكية (نقص انزايم cystathione beta synthase أو CBS)، مستوى الميثيونين في البلازما يزيد عادةً فوق المعدل الطبيعي 30 ميكرومول / لتر وينبغي مراقبة التركيز حيث انه يوجد مستويات سامه محتملة ( أكثر من 400 ميكرومول/ لتر).

## نظام غذائي
ويوصى باستخدام غذاء منخفض البروتين لهذا الاضطراب، مما يتطلب منتجات غذائية منخفضة من أنواع معينة من الأحماض الأمينية (على سبيل المثال، ميثيونين).

## بيلة هوموسيستينية والحمل[7]
الحوامل اللواتي يعانين من بيلة هوموسيستينية يجب اتباع نظام غذائي خاص وجرعات من البيتين وفيتامين بي6 (إذا استجاب المرض له), مع فحوصات ومتابعة مستمرة. ويجب اعطائهم مميع الدم Heparin في الثلث الأخير من الحمل وبعد الولادة للوقاية من التخثرات والجلطات الدموية.

## الأمور التي يجب تجنبها لدى المرضى[7]
يجب تجنب حبوب منع الحمل لدى المريضات، العمليات إذا أمكن وفي حال وجوب حدوث العملية يجب إعطاء المريض dextrose 5%  لتجنب حدوث زيادة في كمية سوائل الجسم.

## تنبؤ للمرضى
من المتوقع انخفاض متوسط العمر للمرضى المصابين ببيلة هوموسيستينة في حال عدم خضوعهم للعلاج. ومن المعروف أنه قبل سن الثلاثين، يموت ربع المرضى تقريبا نتيجة لمضاعفات الجلطة (مثل النوبات القلبية) .

## المجتمع والثقافة
وتشير إحدى النظريات إلى أن أخناتن، وهو فرعون من سلالة مصر الثامنة عشرة، ربما عانى من بيلة هوموسيستينية.

## وصلات خارجية
- Homocystinuria Support
- GeneReview/NIH/UW entry on Homocystinuria Caused by Cystathionine Beta-Synthase Deficiency
- Paper and discussion on Homocystinuria due to Cystathionine Beta Synthase deficiency